# José María Morelos, Sonora
José María Morelos är en ort i Mexiko.   Den ligger i kommunen Caborca och delstaten Sonora, i den nordvästra delen av landet, 1 900 km nordväst om huvudstaden Mexico City. José María Morelos ligger 101 meter över havet och antalet invånare är 490.
Terrängen runt José María Morelos är platt. Runt José María Morelos är det mycket glesbefolkat, med 6 invånare per kvadratkilometer. Närmaste större samhälle är Plutarco Elías Calles, 3,4 km väster om José María Morelos. Omgivningarna runt José María Morelos är i huvudsak ett öppet busklandskap.